# 霍羅德涅 (博爾赫拉德區)
45°53′24″N 28°50′48″E / 45.89000°N 28.84667°E

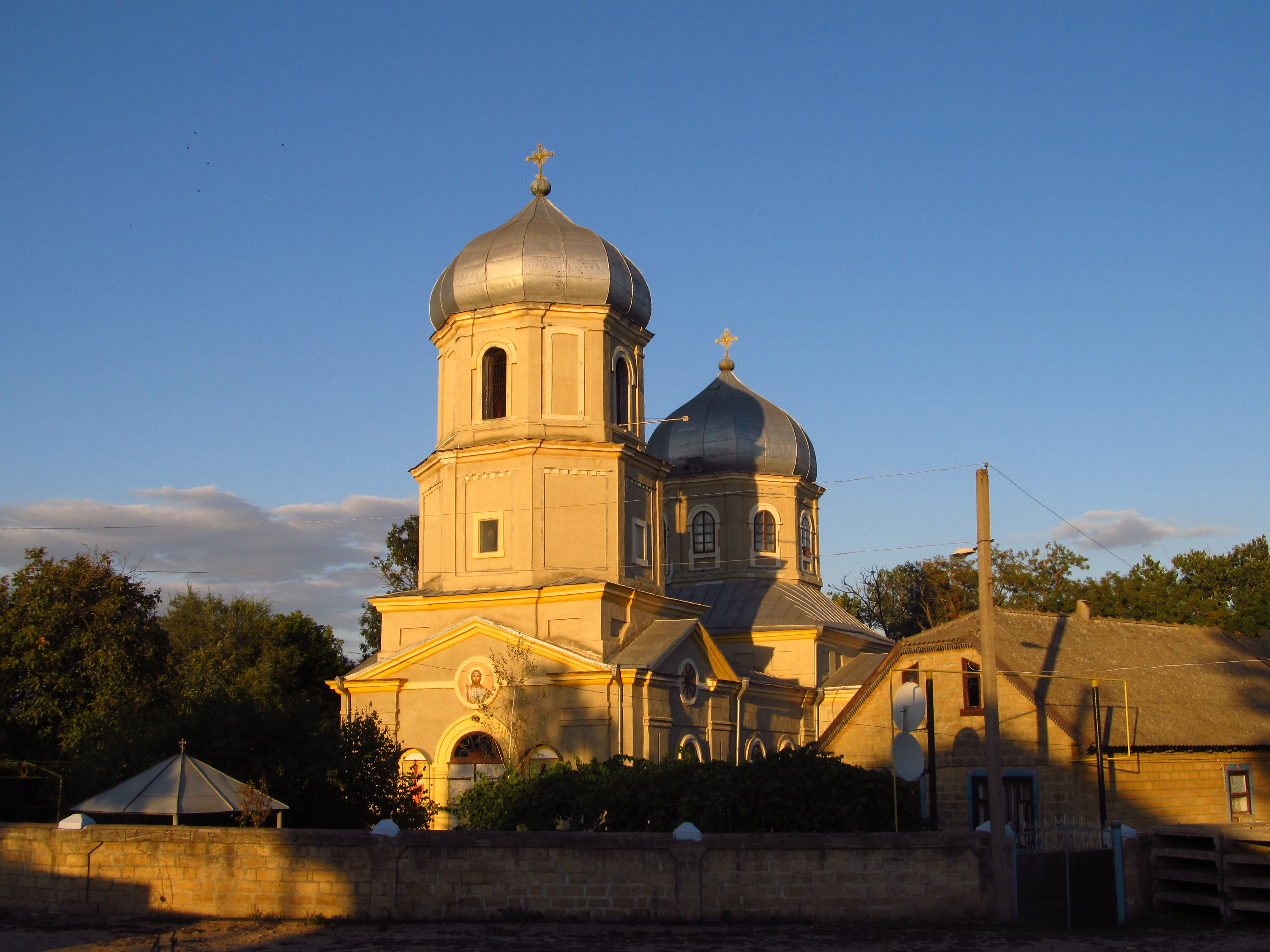

霍羅德涅（烏克蘭語：Городнє）是位於烏克蘭西南部的村莊，由敖德萨州博爾赫拉德區的霍羅德涅市鎮負責管轄。該村面積5.14平方公里，海拔高度80米，2001年人口5,104，人口密度每平方公里993人。